# Sweet Honey Bee
Sweet Honey Bee è un album di Duke Pearson, pubblicato dalla Blue Note Records nel 1967. Il disco fu registrato il 7 dicembre 1966 al Van Gelder Studio di Englewood Cliffs, New Jersey (Stati Uniti).

## Tracce
Brani composti da Duke Pearson
Lato A
1. Sweet Honey Bee – 4:50
2. Sudel – 5:40
3. After the Rain – 4:25
4. Gaslight – 5:50

Lato B
1. Big Bertha – 5:50
2. Empathy – 6:00
3. Ready Rudy? – 6:10

## Musicisti
- Duke Pearson - pianoforte, arrangiamenti
- Joe Henderson - sassofono tenore (eccetto nel brano: After the Rain)
- James Spaulding - sassofono alto, flauto
- Freddie Hubbard - tromba (eccetto nel brano: After the Rain)
- Ron Carter - contrabbasso
- Mickey Roker - batteria[4]